# Expresii regulate în limbajul PHP

## Introducere
Căutarea și identificarea anumitor secvențe într-un text a fost, este și va fi o problemă foarte importantă în informatică. Acest articol se va opri doar asupra problemelor de căutare utilizand expresii regulate compatibile Perl în limbajul de programare PHP.
O expresie regulată este o secvența de caractere cu rol de șablon (pattern).
Acest sablon se aplica peste un subiect (un sir de caractere) pentru a extrage toate subsirurile care au aceeasi structura cu sablonul definit.
Exemplu:
[0-9]+ - orice insiruire de cifre - fiind aplicat peste sirul 12as323n2131nnk$#,m23&*K va extrage: 12, 323, 2131, 23
PHP este capabil sa interpreteze 2 standarde: PCRE si POSIX. In cele ce urmeaza prezentam doar standardul PCRE - Perl-compatible Regular Expressions.

## Caractere speciale
- ^ - indicator inceput de subiect/linie
- $ - indicator sfarsit de subiect/linie
- * - caracterul anterior, repetat de oricate ori (>=0)
- . - orice caracter cu exceptia new-line
- [ ] - un caracter dintre cele din lista
- [ ^ ] - orice caracter cu exceptia celor din lista
- \  - scoate din contextul uzual caracterul care urmeaza
- + - caracterul anterior, repetat cel putin o data (>0)
- ? - caracterul anterior, cel mult o aparitie
- < > - un cuvant intreg
- ( | ) - lista de optiuni (SAU)
- ( )  - subpattern
- { } repetarea unui caracter de un numar precizat de ori
- \d - [0-9]
- \D - [^0-9]
- \s - spatiu
- \S - non-spatiu
- \w - [a-zA-Z0-9_]
- \W - [^a-zA-Z0-9_]

## Exemple
- 't[a-i]c' -> tac, tic, tbc, ...
- 'cr[a-m]*t' -> credit, croit, crit, ...
- 'ca.*a' -> cana, cabana, ...
- '(co|ca).*c' -> copac, conac, capac, cazac...
- 's[aeiou]*c'-> sac, sic, sc...
- 'm[^a-c]*t' -> moft, mut, mosit...
- 's[a-z]{2,3}t' -> soft, sarat, sosit, ...

## Expresii Regulate in PHP
Pentru a fi capabil sa lucreze cu PCRE, PHP trebuie sa fi fost compilat cu --with-pcre-regex
PCRE fiind o librarie externa, conteaza foarte mult si versiune ce o avem instalata pe sistem, existand diferente atat de sintaxa cat si de performanta de la o versiunea la alta.
O expresie regulata trebuie inclusa intre delimitatori. De exemplu, in aceasta prezentare, folosim ' / ' pe post de delimitator, nefiind un caracter special, dar care trebuie trebuie scos din contextul uzual in momentul în care il folosim in interiorul expresiei.
Exemplu: /[a-z]+/i

## Modificatori de pattern
- i - pattern-ul nu este tratat case-insensitive
- m - trecerea la modul multiline
- s - Permite caracterului special . sa interpreteze si newline. Chiar si fara acest modificator, ^ va considera valid caracterul newline
- x - ignora spatiile si si tot ce e cuprins intre # si newline
- e - folosit doar de preg-replace() pentru a interpreta \ la fel ca in codul PHP
- A - folosit pentru interpretare doar la inceputul subiectului
- D - folosit pentru a interpreta $ doar ca sfarsit de subiect. Este ignorat insa in modul multiline

## Setul de functii PHP
preg_grep — Returneaza un vector cu rezultatele interpretarii
preg_last_error — Returneaza codul de eroare al ultimei expresii regulate executate
preg_match_all — Cauta in subiect toate interpretarile expresiei regulate si returneaza un vector cu rezultatele gasite.
preg_match — Cauta in subiect prima potrivire a expresiei regulate
preg_quote — Scoate din context caracterele speciale
preg_replace_callback — Aplica o functie de tip callback peste rezultatul un cautari si inlocuiri
preg_replace — Executa o cautare si inlocuieste rezultatele
preg_split — Desparte un sir in subsiruri

## Constante predefinite
PREG_PATTERN_ORDER
PREG_SET_ORDER
PREG_OFFSET_CAPTURE
PREG_SPLIT_NO_EMPTY
PREG_SPLIT_DELIM_CAPTURE
PREG_SPLIT_OFFSET_CAPTURE

### Constante returnate de preg_last_error()
Aceste constante sunt disponibile doar din PHP 5.2.0
PREG_NO_ERROR - Returnat in cazul în care nu au fost erori de parsare
PREG_INTERNAL_ERROR - Returnat in cazul unei erori interne PCRE
PREG_BACKTRACK_LIMIT_ERROR - Returnata in cazul depasirii pcre.backtrack_limit (numarul maxim de pasi)
PREG_RECURSION_LIMIT_ERROR - Returnata in cazul depasirii pcre.recursion_limit (cantitatea maxima de informatie pastrata pe stiva)
PREG_BAD_UTF8_ERROR - Returnat in cazul parsarii in mod UTF-8 cand intalneste o portiune de text necorespunzatoare standardului UTF-8

## preg_match()
```
int preg_match (string $pattern, string $subject [, array &$matches [, int $flags [, int $offset]]])
```

preg_match cauta prima aparitie a patternului in $subject.
Valoare returnata poate fi:
- 0 - nu a fost gasita nici o potrivire
- 1 - a fost gasita o potrivire. Odata gasita o potrivire, cautarea se opreste

### Flaguri
PREG_OFFSET_CAPTURE - In acest caz, in vectorul $matches este returnat primul subsir din $subject care valideaza expresia regulata.

### Exemplu
```
$subject
 
=
 
"Statia cu numarul 12 a fost deschisa la ora 10 si 45 de minute"
;

preg_match
(
'/[0-9]+/'
,
 
$subject
,
 
$matches
,
 
PREG_OFFSET_CAPTURE
,
 
19
);

print_r
(
$matches
);

```

## preg_match_all()
```
int preg_match_all (string $pattern, string $subject, array &$matches [, int $flags [, int $offset]])
```

preg_match cauta toate aparitiile patternului in $subject.
Valoare returnata poate fi:
- 0 - nu a fost gasita nici o potrivire
- n - au fost gasite n potriviri.

### $matches
- $matches[0] - primul set de potriviri
- $matches[0][0] - textul obtinut prin aplicarea intregului patern
- $matches[0][1] - textul obtinut prin aplicarea primului subpatern etc
- $matches[1] - al doilea set de potriviri

### Flaguri
PREG_PATTERN_ORDER
- $matches[0] - vector cu subsirurile obtinute prin aplicarea intregului patern
- $matches[1] - vector cu subsirurile obtinute prin aplicarea primului subpattern
- $matches[2] - vector cu subsirurile obtinute prin aplicarea celui de-al doilea subpattern etc

PREG_SET_ORDER
- $matches[0] - vector cu subsirurile obtinute prin prima aplicare a expresiei regulate
- $matches[1] - vector cu subsirurile obtinute prin a doua aplicare a expresiei regulate etc.

PREG_OFFSET_CAPTURE - Are acelasi comportament cu PREG_PATTERN_ORDER dar returneaza si pozitia de start a subsirului

### Exemplu
```
$subject
 
=
 
"Statia cu numarul 12 a fost deschisa la ora 10 si 45 de minute"
;

preg_match_all
(
'/([a-z]{4,6})|([0-9]+)/i'
,
 
$subject
,
 
$matches
,
 
PREG_PATTERN_ORDER
);

print_r
(
$matches
);

```

## preg_split()
```
array preg_split (string $pattern, string $subject [, int $limit [, int $flags]])
```

Returneaza un vector cu subsiruri delimitate de patternuri.
Numarul de elemente rezultate poate fi limitat la o anumita valoare. Pentru a obtine toate valorile setam limita la -1.

### Flaguri
PREG_SPLIT_NO_EMPTY - Returneaza doar subsirurile nevide
PREG_SPLIT_DELIM_CAPTURE - In cazul în care folosim un subpattern, stringul obtinut prin aplicarea respectivului pattern este returnat si el
PREG_SPLIT_OFFSET_CAPTURE - Este folosit pentru a returna si pozitiile fiecarui substring returnat in rezultat

### Exemplu
```
$subject
 
=
 
"Statia cu numarul 12 a fost deschisa la ora 10 si 45 de minute"
;

$matches
 
=
 
preg_split
(
'/([0-9]+)/i'
,
 
$subject
,
 
-
1
,
 
PREG_SPLIT_OFFSET_CAPTURE
);

print_r
(
$matches
);

```

## preg_replace()
mixed preg_replace ( mixed $pattern, mixed $replacement, mixed $subject [, int $limit [, int &$count]] )
Cauta si inlocuieste in $subject un set de patternuri.

### Exemplu
```
$subject
 
=
 
"Stația cu numărul 12 a fost deschisa la ora 10 si 45 de minute"
;

$matches
 
=
 
preg_replace
(
'/([a-z]+) ([0-9]+)/i'
,
 
"$2 $1"
,
 
$subject
);

print_r
(
$matches
);

```

## Final
Acest articol a fost creat avand ca scop principal familiarizarea tinerilor programatori cu folosirea PCRE. În prezent se lucrează la o nouă versiune care să cuprindă informatii ceva mai detaliate și să abordeze si subiecte complexe gen recursivitate. Orice sugestie este binevenită.